# Климова Наталя Генрихівна
Наталя Генрихівна Климова (Назембло) (31 травня 1951, Маріуполь) — українська радянська баскетболістка, олімпійська чемпіонка.
Наталя Климова виступала за команду «Динамо» Київ. Золоту Олімпійську медаль вона здобула на монреальській Олімпіаді в складі збірної СРСР з баскетболу.
Вихованка тренера Володимира Заморського.